# Aborto en Campeche
La Interrupción Legal del Embarazo en Campeche (ILE) refiere al estatus legal que tiene en ese estado mexicano, donde el aborto inducido está únicamente despenalizado de facto, desde septiembre de 2021 y 2023 por las acciónes de inconstitucionalidad AI 148/2017, AI 106/2018, AI 107/2018 y AI 54/2018; y el amparo en revisión AR 267/2023 de la Suprema Corte de Justicia de la Nación (SCJN),a petición de cualquier mujer o persona gestante en la entidad sin especificar claramente el límite máximo del embarazo; además de las causales de violación, imprudencial y daño a la salud.
El 24 de febrero del 2025, legisladores del Congreso del Estado aprobaron la despenalización del aborto en una sesión nocturna. La iniciativa votada fue un trabajo en conjunto con colectivas feministas. Su Código Penal aún mantiene restricciones totales al aborto electivo. Su Ley General de Salud tampoco contempla ninguna disposición que regule estos servicios. 

## Marco normativo actual
|  |  |
|  |  |

### Regulación penal[7]
| Artículo  | Concepto                                                         | Descripción |
| --------- | ---------------------------------------------------------------- | --- |
| 155       | Definición                                                       | La interrupción del embarazo en cualquier momento de su desarrollo. El embarazo se define como el período que transcurre entre la implantación en el endometrio del óvulo fecundado y el momento del parto.                                                                                         |
| 155 y 156 | Sanciones por aborto consentido y consumado                      | - 24 a 72 jornadas de trabajo a favor de la comunidad a la mujer que voluntariamente practique su aborto antes de las 12 semanas de embarazo. - 6 meses a 2 años de prisión a la madre que voluntariamente procure su aborto después de las 12 semanas de embarazo.                                 |
| 155 y 156 | Sanciones por asistir en un aborto                               | - 24 a 72 jornadas de trabajo a favor de la comunidad a quien induzca a la mujer a abortar o participe en su aborto antes de las 12 semanas de embarazo. - 6 meses a 2 años de prisión a quien induzca a una mujer a abortar o al que participe en su aborto después de las 12 semanas de embarazo. |
| 157       | Sanciones por asistir en un aborto sin el consentimiento         | 4 a 7 años de prisión a quien obligue a una mujer a abortar por cualquier medio. A quien participe en un aborto o lo ejecute sin el consentimiento de la mujer se le impondrán de 3 a 6 años en prisión, o de 5 a 8 años de prisión si usa violencia física o psicológica                           |
| 330       | Sanciones por asistir en un aborto y ser profesional de la salud | Además de las sanciones correspondientes al artículo 329, suspensión del ejercicio de su profesión por el mismo tiempo de la sanción. |
| 331       | Causales del aborto legal                                        | - Resultado de una conducta imprudencial de la mujer - Cuando el embarazo sea resultado de una violación, siempre que se practique dentro de las primeras 12 semanas de embarazo - Cuando haya peligro de afectación grave a la salud, a juicio del médico que la asista                            |

## Iniciativas de despenalización
El 26 de septiembre del 2024, simpatizantes del Partido Revolucionario Institucional, el diputado de este partido Ricardo Medina Farfán y la candidata perdedora al distrito local VI Nicthe Ha Aguilera Silva entregaron al poder legislativo de la entidad una serie de firmas para mantener el aborto dentro del código penal.4 días después, el presidente de la Junta de Gobierno y Administración del Congreso del Estado, el diputado José Antonio Jiménez Gutiérrez de Morena, declaró que se retomará el tema a discusión.
El 3 de octubre la Red de Mujeres y Hombres por una Opinión Pública con Perspectiva de Género en Campeche y la Red de Acompañantes Peninsulares exigieron al congreso local despenalizar el aborto en el estado, y al Gobierno estatal que el programa de presupuesto del 2025 contemple el funcionamiento adecuado del programa "Aborto Seguro".
En 2023, la SCJN realizó otra jurisprudencia para declarar inconstitucional la penalización de aborto, de manera que se deben modificar el Código Penal Federal para eliminar el delito de aborto y las instituciones federales de salud deben prestar el servicio.El 21 de febrero del 2024 la SCJN rechazó revisar un paquete de amparos tramitados por el Grupo de Información en Reproducción Elegida (GIRE) para despenalizar el aborto en Campeche y otros 7 estados al considerar que los tribunales federales deberán resolverlos con los precedentes de la Corte.El 24 de febrero del 2025, en una sesión extraordinaria y reservada, el Congreso del estado de Campeche aprobó por mayoría la despenalización del aborto. La iniciativa, presentada por la Comisión Estatal de Derechos Humanos y realizada en colaboración con coelctivos feministas, planteó la modificación de los artículos 155 al 159 del Código Penal. La sesión se realizó sin convocar a medios de comunicación ni organizaciones civiles, no se transmitió ni compartió en redes sociales, e inició a las 11 pm para terminar una hora después.

## Datos

### Estadísticas
Hasta la fecha y al igual que las otras entidades, a excepción de la CDMX, tanto la secretaría de salud como los servicios de salud del estado (INDESALUD) aún no pública, de manera accesible y constante, información sobre el número de procedimientos (totales, por año o por unidad de atención), sobre las usuarias o los usuarios (procedencia, edad, nivel educativo, estado civil, ocupación, número de hijos o semanas de gestación) o sobre el tipo de procedimiento.

### Unidades, procedimientos y requisitos
Hasta la fecha y al igual que las otras entidades, a excepción de la CDMX, tanto la secretaría de salud como los servicios de salud del estado (INDESALUD) aún no ha facilitado la información sobre procedimientos, requisitos o unidades de atención.
Según el Directorio de Servicios de Aborto Seguro, programa federal a cargo del Centro Nacional de Equidad de Género y Salud Reproductiva (CNEGSR), existen 3 unidades (hospitales o clínicas) pertenecientes al sistema de salud local para atender los casos, los cuales son:
- Hospital General de Especialidades "Dr. Javier Buenfil Osorio", ubicado en la colonia Las Flores de la ciudad de Campeche.
- Hospital General de Carmen "Dra. María del Socorro Quiroga Aguilera", ubicado en la colonia Petrolera de la ciudad de Ciudad del Carmén.
- Hospital General de Escárcega "Dr. Janell Romero Aguilera", ubicado en la colonia Salinas de Gortari de la ciudad de Escárcega.

Y 1 unidad (hospital o clínica) del ISSSTE, el cual es:
- Clinica Hospital "Dr. Patricio Trueba Regil", ubicado en la colonia Miramar de la ciudad de Campeche.

No se registra aún la instalación de otras clínicas privadas en las principales ciudades de la entidad.
Como indica la guía federal del Lineamiento Técnico para la atención del Aborto Seguro en México (siguiendo los estándares de la Organización Mundial de la Salud), en la actualidad, el legrado uterino instrumental se considera obsoleto, nocivo y está totalmente desaconsejado. En su lugar, los protocolos federales sugieren dos abordajes para interrumpir embarazos de manera segura y de calidad, siempre y cuando se realicen bajo las condiciones médicas correctas y en un contexto de legalidad:
- Aborto farmacológico, con el uso de mifepristona y misoprostol por diferentes vías (vestibular, vaginal o sublingual) ya sea combinado (ambas sustancias) o de manera individual (misoprostol únicamente). Ambos medicamentos provocan dilatación del cérvix y contracciones uterinas que contribuyen a la expulsión de su contenido. La dosis y vía de administración del tratamiento depende de las semanas de gestación o del antecedente de cirugías uterinas previas. Se considera no invasivo por lo que no necesita de un antibiótico profiláctico (previo a la intervención). En el régimen combinado (comparado con el individual) el tiempo para la resolución del aborto es menor (en horas o días) y suele haber menos molestias posteriores. Su éxito terapéutico podría disminuir conforme aumenta la edad gestacional. Antes de la semana 10, el procedimiento puede realizarse total o parcialmente autogestionado y con una asesoría o vigilancia mínima (ya sea por prestador/a de servicios de salud o por colectiva de acompañamiento). En cambio, entre la semana 10 y 12 se requiere mayor seguimiento y vigilancia por el personal especializado. Está contraindicado en presencia de inestabilidad hemodinámica y sepsis.
- Aborto quirúrgico, a través de la succión del producto con la ayuda de instrumentación médica de operación manual o eléctrica (como cánulas, tubos o bombas). Sí precisa de antibiótico profiláctico (previo a la intervención), así como de bloqueo paracervical y analgésicos. Las molestias posteriores serían mínimas y la resolución del aborto es inmediata. También es conocido como aspiración endouterina y es la primera elección cuando hay presencia de inestabilidad hemodinámica y sepsis.

Al tratarse de procedimientos médicos, se tiene la posibilidad de presentar pequeñas molestias que pueden controlarse satisfactoriamente si se toman las medidas preventivas y se sigue fielmente las recomendaciones del personal especializado. Estas pueden ser dolor cólico y sangrado transvaginal, ligeramente mayor a lo experimentado en una menstruación. La intensidad de lo anterior disminuirá de manera progresiva, aunque podría continuar en menor cantidad y de manera esporádica durante las primeras 4 a 6 semanas. También se puede experimentar algo de fiebre en las primeras 24 horas, la cual cederá con la ingesta de antipiréticos. Así mismo, para evitar el riesgo de infección, se deberán tomar medidas de higiene vaginal y no se recomienda tener relaciones sexuales en un periodo aproximado de dos semanas.
Igualmente, existe una pequeña posibilidad, y bastante infrecuente, de experimentar algunos riesgos. De esta manera, la o el paciente deberá buscar atención médica inmediata ante los siguientes datos de alarma: ausencia de sangrado o cantidad mínima de este (sobre todo entre las primeras 4 a 6 horas posteriores ya que puede indicar fallo en el procedimiento o un embarazo ectópico), un sangrado persistente y progresivo (que empape más de dos toallas higiénicas por hora durante dos horas consecutivas), secreción fétida, debilidad, mareo, reacciones alérgicas a algún medicamento (como exantemas o edemas faciales o bucales), así como fiebre o malestar general después de las primeras 24 horas.
En el primer trimestre, los procedimientos siempre deberían ser ambulatorios, por lo que pueden realizarse en cualquier unidad de primer nivel (centros de salud o clínicas familiares). En el segundo trimestre se requeriría de atención intrahospitalaria, por lo que pueden realizarse en cualquier unidad de segundo nivel (hospitales generales o regionales).
Así mismo, el Lineamiento Técnico para la atención del Aborto Seguro en México hace hincapié en dos leyes federales fundamentales: la NOM-046-SSA2-2005 y la Ley General de Víctimas (LGV). Estas dos últimas normatividades señalan que para acceder a la Interrupción Voluntaria del Embarazo (en caso de violación) no se necesita presentar denuncia previa ante el Ministerio Público o contar con la autorización de éste. Debido al principio de buena fe, el único requisito es una solicitud por escrito bajo protesta de decir la verdad, en la que se manifiesta que dicho embarazo es producto de una violación. El personal de los servicios de salud no está obligado a verificar el dicho de las y los solicitantes. Las personas menores de 12 años requieren autorización de madre, padre, tutor o representante legal. En cambio, las y los menores de edad, pero mayores de 12 años ya no necesitan de aquel permiso (pueden tomar la decisión de manera autónoma). Finalmente, ni la LGV ni la NOM-046-SSA2-2005 establecen límites gestacionales para hacer valer el derecho al aborto cuando existe una agresión sexual. La misma SCJN ha emitido sentencias que validan todo lo anterior (amparos en revisión AR-601/2017, AR-1170/2017, AR-438/2020 y AR-438/2020; controversias constitucionales CC 53/2016 y CC 45/2016).
Finalmente y posterior a la consejería, las y los pacientes tendrían que llenar y firmar formatos sobre el consentimiento informado pues representa el principal instrumento jurídico y ético para que la persona sea dueña efectiva de sus decisiones, como corresponde a su dignidad y autonomía. A través de este documento, las personas usuarias del servicio otorgarán o no su autorización para cada uno de los procedimientos (como la modalidad de abordaje o el método anticonceptivo posterior), las posibles alternativas o los probables riesgos. Así mismo, las y los pacientes tienen el derecho y facultad de poder revocarlo si así lo quieren. En caso de personas con discapacidad transitoria o permanente, el consentimiento informado debería ser suscrito por el familiar más cercano o el tutor / representante legal. En casos extremos, cuando no exista acompañante y la persona usuaria cuenta con una discapacidad, el personal médico (previa valoración y con el acuerdo de por lo menos dos profesionales) podrían otorgar el consentimiento informado.